# Cây phân tích cú pháp
Cây phân tích cú pháp (tiếng Anh là parse tree) là một cây có gốc và thứ tự dùng để thể hiện cấu trúc cú pháp học của một chuỗi theo như một vài dạng ngữ pháp chính thức.